# Guido della Torre
Guido della Torre (27 septembre 1259 - été 1312) est seigneur de Milan de 1302 à 1312.

## Biographie
Il est fils de Francesco della Torre (frère de Napoleone della Torre) et de Giulia Castiglioni.
Dans le cadre des querelles entre les Guelfes et les Gibelins, le conflit entre la famille guelfe de Guido et la famille gibelline des Visconti, dirigés par Otton Visconti, domine une grande partie de son enfance. En 1277, après la bataille de Desio, au cours de laquelle il perd son père, il est fait prisonnier avec son oncle, Napoleone, et emprisonné dans le château de Baradello à Côme. Il réussit à s'échapper de ce château en 1284, avec l'aide de Loterio Rusca, seigneur de Côme, et Guillaume VII de Montferrat. Il s'est enfui avec son oncle Raimondo della Torre, patriarche d'Aquilée. En 1287, Guido devient podestà de Trévise.
Après son évasion du château de Baradello, Guido dirige les guelfes lors des émeutes qui ont lieu à Milan dans les dernières années du XIIIe siècle. En 1302, un groupe de Guelfes, dont les seigneurs de Plaisance et de Parme, Alberto Scotti et Ghiberto da Correggio, obligent les Visconti à quitter Milan. Après vingt-cinq ans d'exil, Guido della Torre et sa famille reprennent le pouvoir à Milan.

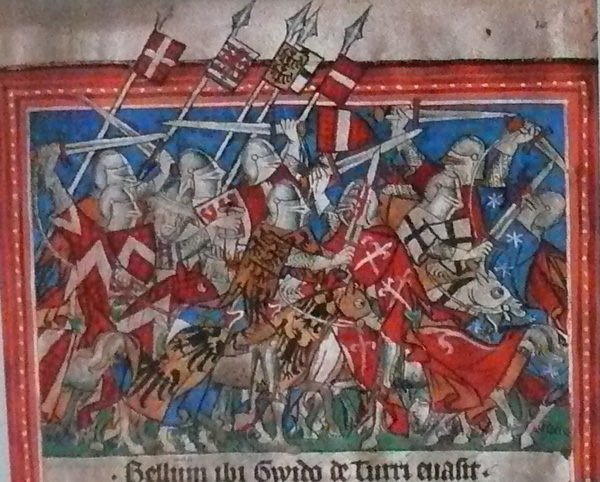
Les chevaliers d'Henri VII vainquent la révolte des Torriani, le 12 février 1311.

Guido cherche alors à forger de nouvelles alliances par le biais des mariages : Guido épouse la fille du comte Filippo Langosco ; son fils aîné, Francesco, épouse une nièce d'Alberto Scotti ; enfin, son second fils, Simone, épouse une fille de Pietro Visconti.
Le fait d'être le chef de la famille della Torre aida Guido à être élu capitaine du peuple de Milan en 1307. L'année suivante, Milan l'élit comme capitano del popolo à perpétuité. Cependant, en 1311 Guido entre en conflit avec son cousin Cassone della Torre, archevêque de Milan : après une révolte avortée contre le roi Henri VII, il est contraint de fuir, d'abord à Lodi, puis à Crémone où Guido meurt au cours de l'été 1312.